# Mikołaj z Miry
Mikołaj z Miry, święty Mikołaj (gr. Άγιος Νικόλαος, łac. Sanctus Nicolaus), znany również jako Mikołaj z Bari – święty katolicki i prawosławny. Najstarsze przekazy o nim pochodzą z VI wieku. Według średniowiecznej hagiografii żył na przełomie III i IV wieku (legendarne przekazy twierdzą, że urodził się około roku 270, a zmarł 6 grudnia między rokiem 345 a 352), był biskupem Miry w Licji, wsławił się cudami oraz pomocą biednym i potrzebującym.
Przez wieki był jednym z najbardziej czczonych świętych na Zachodzie i Wschodzie. Największe jego sanktuarium znajduje się we włoskim Bari.
Współczesna baśniowa postać Świętego Mikołaja, wzorowana na św. Mikołaju z Miry, jest wykorzystywana w kulturze popularnej w czasie świąt Bożego Narodzenia.

## Życiorys

### Najstarsze przekazy
Według średniowiecznych przekazów Święty Mikołaj żył na przełomie III i IV wieku. Był biskupem Miry w Licji i uczestniczył w soborze nicejskim z 325 roku. Historycy nie odnaleźli jednak żadnego zapisu z III, IV czy nawet V wieku, który potwierdzałby istnienie takiej postaci. Nie wymieniono imienia Mikołaja w przekazach z soboru nicejskiego. Nie wspominał o nim uczestnik tego zgromadzenia, Atanazy z Aleksandrii. Żadne z zachowanych źródeł sprzed VI wieku nie przekazało o Mikołaju nawet najkrótszej informacji.
Wzmianki o Świętym Mikołaju pojawiają się dopiero w wieku VI, ponad 200 lat po jego domniemanej śmierci, za panowania cesarza Justyniana. Zapisano wówczas krótką opowieść zwaną Stratelatis (Praxis de Stratelatis, „Oficerowie”), według której Mikołaj uratował życie sześciu żołnierzom cesarza Konstantyna. Anonimowy autor znał dobrze topografię Miry. W VII wieku pismo to krążyło w kościołach greckich, łacińskich oraz syryjskich i cieszyło się dużą popularnością.
W spisanym około 565 roku żywocie archimandryty Mikołaja z klasztoru Syjon (Vita Nicolai Sinonitae) pojawiła się opowieść o tym, że ów pobożny mnich, wyruszając na pielgrzymkę do Jerozolimy, odwiedził Mirę. Tam modlił się w bazylice poświęconej świętemu biskupowi Mikołajowi. Z tekstu wynikało, że biskup był uważany za męczennika, a jego zwłoki przeniesiono wiele lat po męczeństwie z miejsca śmierci do bazyliki, gdzie zbudowano martyrion. Natomiast Prokopiusz z Cezarei w dziele O budowlach, powstałym w latach 553–555, zanotował w księdze drugiej, że cesarz Justynian wybudował w Konstantynopolu kościół pod wezwaniem świętych Priskosa i Mikołaja. Nie jest jednak jasne, któremu Mikołajowi dedykowano nową świątynię.
Od VI do drugiej połowy VIII wieku nie zapisano żadnych nowych informacji o Mikołaju. Dopiero w aktach drugiego soboru nicejskiego z 787 roku zanotowano, że jeden z archidiakonów miał sen, w którym ukazał się Święty Mikołaj. Diakon sądził, że przemówił do niego patriarcha Konstantynopola, jednak biskup Miry Teodor sprostował, że chodziło o biskupa jego miasta.
Z początkiem IX wieku w źródłach pojawia się coraz więcej postaci o imieniu Mikołaj, co świadczyć może o rosnącej popularności kultu świętego.

### Żywoty

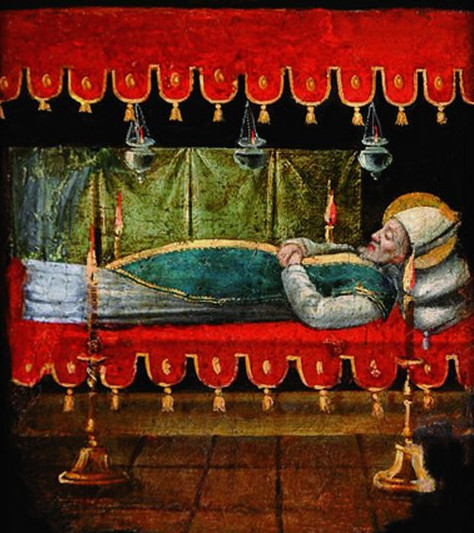
Otwarty sarkofag świętego Mikołaja. XV-wieczna tempera na desce anonimowego malarza. Krypta bazyliki świętego Mikołaja w Saint-Nicolas-de-Port.

Na początku XX wieku bollandysta, jezuita Hippolyte Delehaye wykazał, że w przypadku Mikołaja z Miry pierwotnym zjawiskiem był kult świętego. Natomiast hagiografia była wtórna wobec kultu, odpowiadała na rosnące zapotrzebowanie wiernych. Z biegiem lat dodawano nowe epizody do życia Mikołaja, budując je z pewnych stereotypowych elementów. Delehaye pierwszy określił opowieści o Mikołaju jako legendę hagiograficzną.
W pierwszej połowie IX wieku, w Konstantynopolu powstał najstarszy żywot, napisany przez archimandrytę Michała, tzw. Vita per Micheaelem. W utworze tym autor podaje nowe informacje, które na trwale wejdą do legendy o świętym. Michał twierdził, że Mikołaj urodził się w niewielkim miasteczku Patara w Licji, jako jedyne dziecko szlachetnych, bogatych i pobożnych rodziców. Od dzieciństwa związane z nim były cudowne wydarzenia. Dorastając wyrzekł się kobiet, rozrywek, polityki i handlu, a poświęcił pobożności. Po śmierci rodziców rozdał cały odziedziczony majątek. Stawał w obronie pokrzywdzonych, wspomagał biednych. Podczas wyborów biskupa w Mirze uradzono, że urząd obejmie pierwsza osoba, która rankiem wejdzie do kościoła, aby się pomodlić. Dzięki interwencji Boga był to Mikołaj. Jako biskup wspierał naukę o Trójcy Świętej, przeciwstawiał się zwolennikom Ariusza i zwalczał pogaństwo – doprowadził między innymi do zburzenia świątyni Artemidy. Słynął z wielu cudów, dzięki którym pomagał bliźnim w potrzebie. Michał przytacza pod koniec Vita opowieść o Stratelatis, natomiast o śmierci Mikołaja tylko krótko wspomina.
Drugim z kolei, niezwykle ważnym dla rozwoju legendy Mikołaja, był napisany w IX wieku żywot autorstwa Szymona Metafrastesa. Był on kompilacją utworu archimandryty Michała oraz Vita archimandryty Mikołaja z VI wieku. Mikołaj z klasztoru Syjon został pod koniec życia biskupem Pinary w Licji. Zbieżność imion była prawdopodobnie przyczyną połączenia w dziele Szymona opowieści dotyczących dwóch odrębnych świętych.
Dzieło Szymona Metafrastesa zachowało się do współczesnych czasów w największej liczbie rękopisów, gdyż cieszyło się przez wieki niezwykłą popularnością. Jego tekst zawiera przede wszystkim ponowne opracowanie żywota autorstwa archimandryty Michała, z dodaniem wielu nowych szczegółów ubarwiających opowieści. Na przykład przytaczając opowieść o Stratelatis, Szymon dodaje wiele mów, które wkłada w usta głównych bohaterów. Czerpie od Michała opowieści i rozwija je, rozpoczynając się od urodzin Mikołaja w Patarze a kończąc na zburzeniu świątyni Artemidy.
W Żywocie znajduje się też wiele nowego materiału. Rozpoczyna się on od opowieści o uwięzieniu Mikołaja za czasów cesarzy Dioklecjana i Maksymiana oraz jego uwolnieniu przez Konstantyna Wielkiego. Cierpienia świętego w więzieniu są zredagowane w stylu opowieści o męczennikach, bowiem zdaniem Szymona przysługiwał Mikołajowi tytuł bezkrwawego męczennika. W tekście znalazły się też opowieści o udziale Mikołaja w soborze nicejskim oraz jego bliskich związkach z cesarzem Konstantynem.
W oparciu o dzieło Szymona Metafrastesa, pod koniec IX wieku Jan Diakon z Neapolu napisał pierwszy łaciński żywot Mikołaja z Miry. Stał się on podstawą późniejszej hagiografii zachodniej – między innymi angielskiego żywota pióra Roberta Wace’a z XII wieku, niemieckich i francuskich dzieł hagiograficznych z XIII wieku oraz rozdziału poświęconego Mikołajowi w Złotej Legendzie.

## Legendy

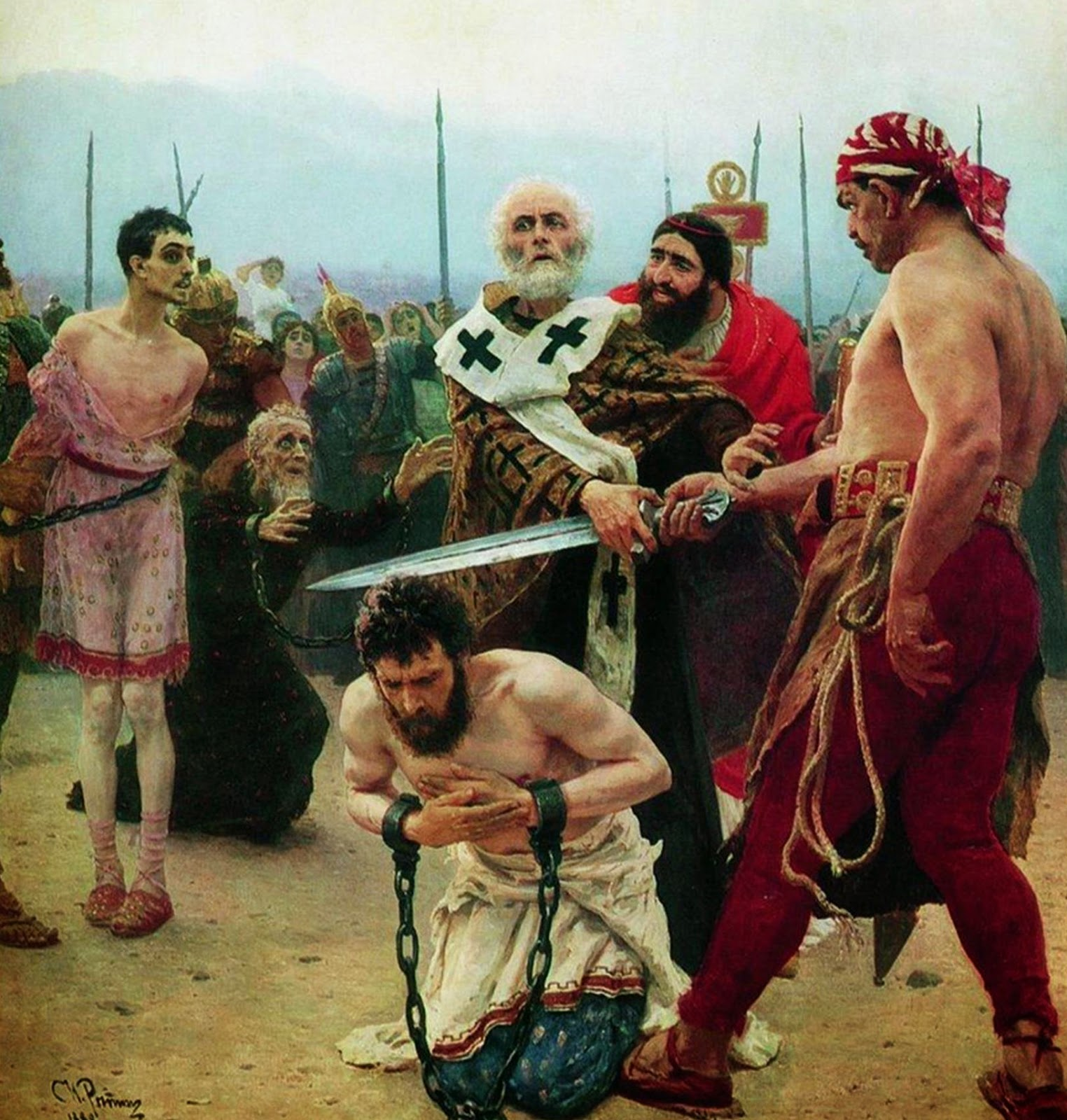
Scena ze Stratelatis. Święty Mikołaj ratuje żołnierzy. Obraz olejny Ilji Riepina z 1888 roku.

### Stratelatis
Najstarsza legenda związana ze Świętym Mikołajem pochodzi z połowy VI wieku. Stratelatis („Oficerowie”), to krótka opowieść o uratowaniu skazanych na śmierć żołnierzy. Zgodnie z nią cesarz Konstantyn wysłał morzem z Konstantynopola wojsko, aby stłumić bunt we Frygii. Oddziały wylądowały w Andriake, porcie niedaleko Miry, gdzie żołnierze splądrowali miasto. Po opanowaniu zamieszek, lokalny prefekt Eustachios skazał na śmierć trzech żołnierzy. W ostatniej chwili miecz katowski powstrzymał Mikołaj, który wykazał niewinność skazanych, a potem zaprosił trzech dowodzących wyprawą oficerów – Nepotianosa, Ursosa i Herpyliona – do pałacu biskupiego. Po zakończonej zwycięstwem kampanii, w Konstantynopolu oficerowie zostali oskarżeni przez prefekta Ablabiosa o nadużycia. Cesarz Konstantyn skazał ich na śmierć. W nocy przed egzekucją, oficerowie błagali w modlitwach o pomoc Mikołaja. Biskup ukazał się we śnie Konstantynowi i Ablabiosowi, zaświadczył o niewinności skazanych i wskazał prawdziwych winowajców. Rano, przed obliczem senatu, oficerowie zostali uniewinnieni i wysłani do Miry z bogatymi darami.

### Trzy córki

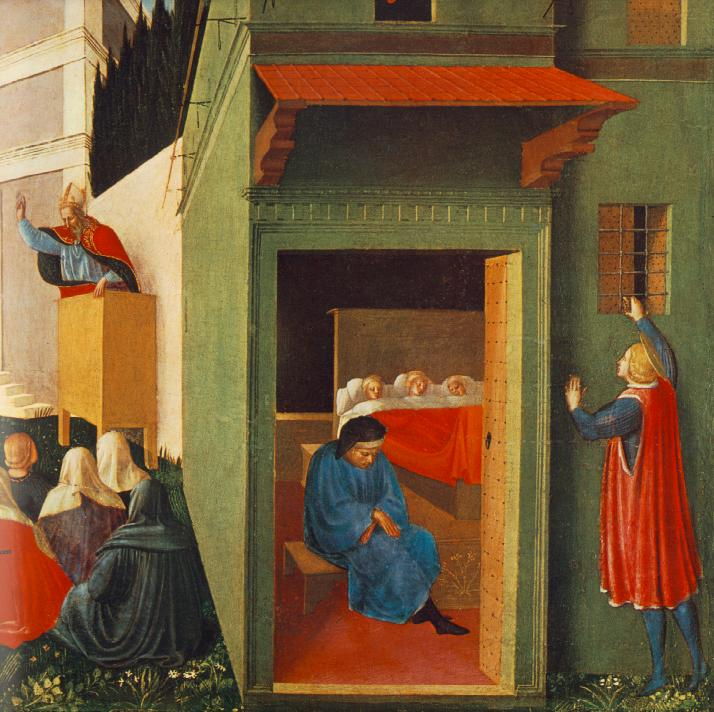
Scena z Trzech córek. Święty Mikołaj wrzuca przez okno pieniądze na posag dla córek sąsiada. Tempera na desce Fra Angelico z 1437 roku.

W spisanym w pierwszej połowie IX wieku żywocie autorstwa archimandryty Michała, w rozdziałach od dziesiątego do osiemnastego, po raz pierwszy pojawiła się bardzo popularna legenda o trzech córkach.
Zgodnie z jej wersją z IX wieku, młody Mikołaj, jeszcze przed wyborem na biskupa, miał chciwego i bogatego sąsiada, który drwił z pobożności świętego. Bóg ukarał sąsiada i sprawił, że stracił majątek oraz popadł w skrajną biedę. Gdy nie miał już z czego utrzymać rodziny, postanowił sprzedać swoje trzy córki do domu publicznego, ponieważ nikt nie chciał ich poślubić bez otrzymania stosownego posagu. Mikołaj, po długich rozważaniach tekstów Pisma Świętego i modlitwie, postanowił uratować cnotę dziewcząt. Trzykrotnie, pod osłoną nocy, wrzucał przez okno pieniądze przeznaczone na posag dla każdej kolejnej siostry. Gdy sąsiad wyprawił już dwa wesela, postanowił dowiedzieć się, skąd biorą się tajemnicze pieniądze. Czuwał całą noc i ze zdumieniem odkrył, że to pogardzany przez niego Mikołaj wrzuca po raz trzeci pieniądze przez okno. Podziękował mu zawstydzony i postanowił zmienić swoje życie na zgodne z przykazaniami.

### Żeglarze i zboże

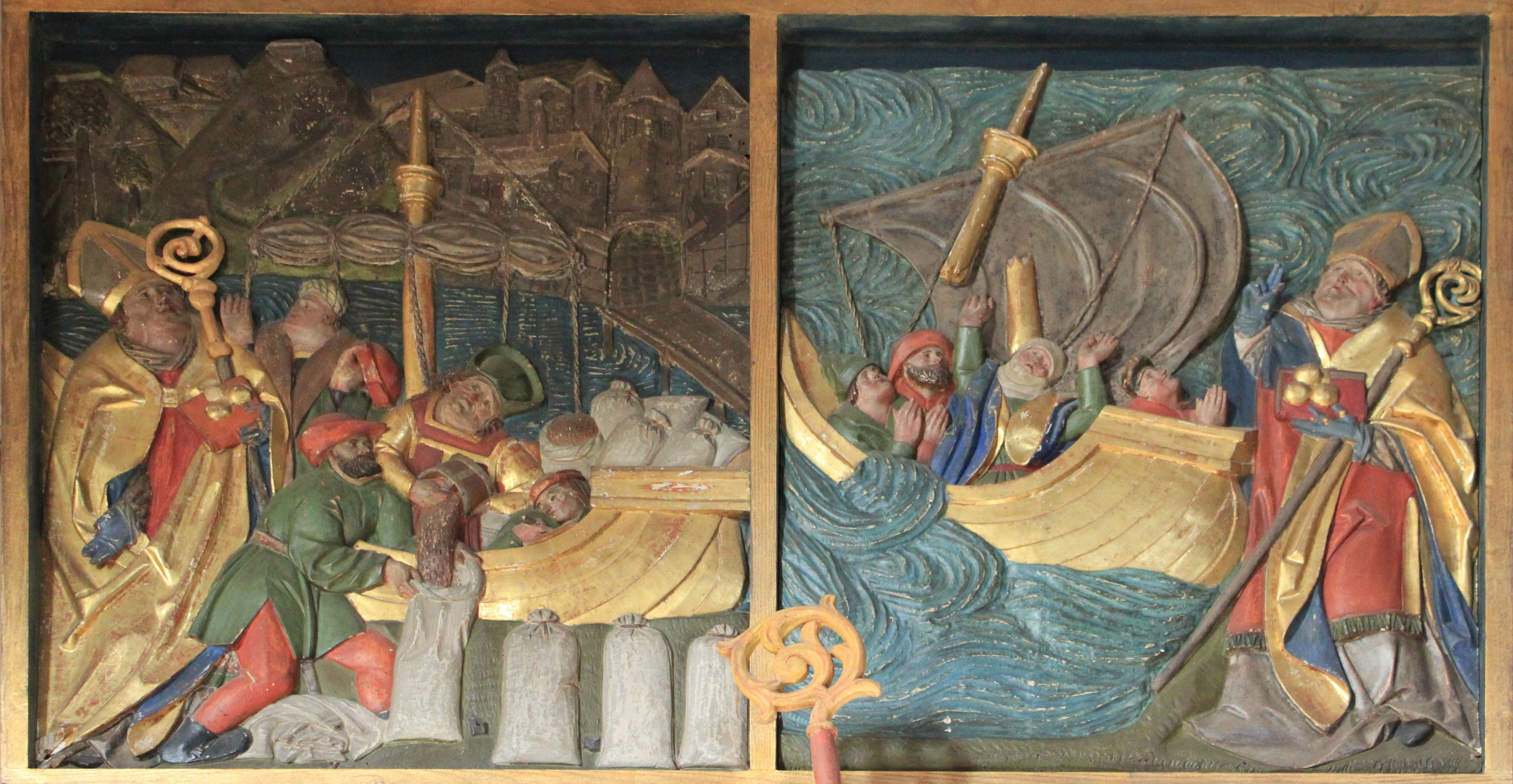
Sceny z legendy o żeglarzach (po prawej) i zbożu w porcie. Relief z XVI wieku, kościół św. Mikołaja w austriackim Liesing.

W żywocie autorstwa archimandryty Michała spisano też pierwsze dwie legendy związane z morzem – Praxis de nautis („Żeglarze”) i Praxis de navibus frumentariis in portu („Zboże w porcie”). Pierwsza opowiada o żeglarzach, którzy podczas sztormu, gdy ich statek zaczął tonąć, wzywali pomocy Mikołaja. Biskup pojawił się na statku, wydobył go z topieli, nakazał uciszyć się wiatrowi, a potem zniknął. Żeglarze dopłynęli do portu, dotarli do Miry, gdzie w kościele dziękowali Mikołajowi. Ten nakazał im milczenie i skłonił do zmiany obyczajów.
Legenda o zbożu opowiada o czasach wielkiego głodu. Mikołaj ukazał się we śnie kapitanowi statku, który płynął z Aleksandrii do Konstantynopola i skłonił go do zawinięcia do portu w Andriake. Tam wyładowano na ląd sto korców zboża, które rozdzielono między głodujących mieszkańców Miry. Gdy statek dopłynął do Konstantynopola okazało się, że w ładunku niczego nie brakuje. Opowieść ta będzie później rozwijana w wielu wariantach.

## Kult

### Święta

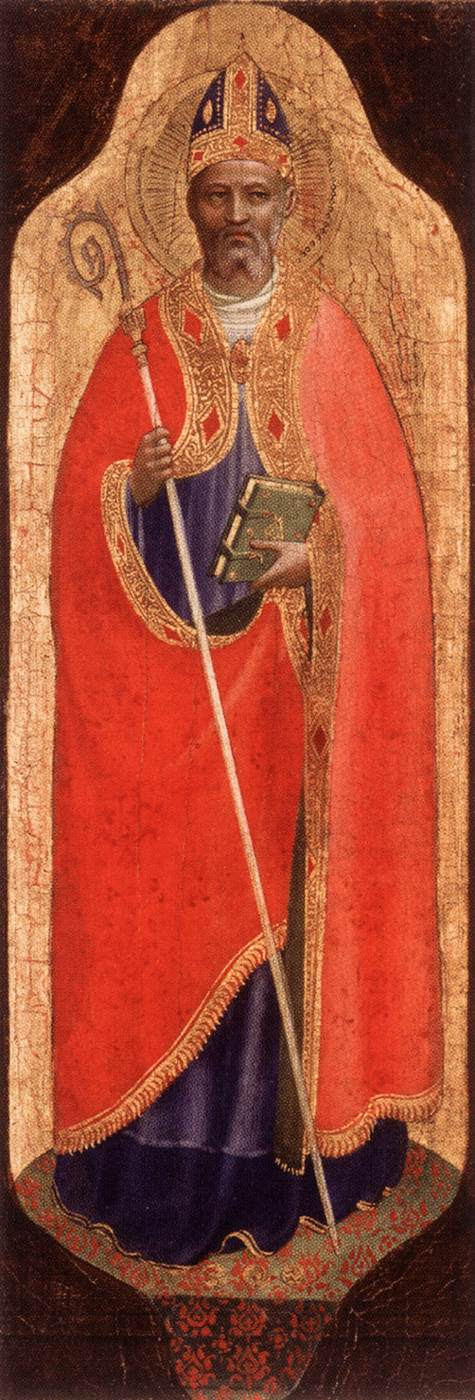
Święty Mikołaj – Fra Angelico, tempera na desce z XV wieku.

Od IX wieku Mikołaj był czczony w chrześcijaństwie wschodnim i zachodnim jako święty i cudotwórca. Żywot pióra archimandryty Michała z IX wieku przekazuje, że 6 grudnia obchodzono w Konstantynopolu święto Mikołaja, które traktowano jako godne przygotowanie do Bożego Narodzenia. Cesarz Leon VI (zmarły w roku 912) stwierdził: nieprzyjaciel ludzkości doznaje porażki podczas każdej uroczystości ku czci świętych, ale w największy gniew wprawia go święto świętego Mikołaja, ponieważ jest ono obchodzone na całym świecie.
Na Zachodzie jego wspomnieniu nadano również rangę święta. Najstarszy o tym przekaz pochodzi z akt synodów w Neapolu z lat 821 i 842. Na synodzie w Oksfordzie z 1222 roku podniesiono rangę tego święta w kalendarzu do najwyższej. Na pamiątkę translacji ciała Mikołaja do Bari z 1087 roku, ustanowiono drugie święto na dzień 9 maja. Było ono obchodzone tak w Kościele katolickim, jak i Kościołach prawosławnych. Pierwsze znane hymny liturgiczne ku czci świętego powstały w IX wieku w południowej Italii.
Kult świętego był tak popularny, że od XVI wieku w kalendarzach protestanckich zachowano przy 6 grudnia zapis o wspominaniu tego dnia Mikołaja. Nazwę święto zastąpiono w nich Dniem Mikołaja.
Sobór watykański II zarządził rewizję kultu świętych w Kościele katolickim. Powołano komisję złożoną z teologów i historyków, która miała zaproponować usunięcie świąt tych postaci, których istnienia nie sposób było udowodnić. Zakwestionowała ona historyczność Mikołaja, co wywołało ożywioną dyskusję, w której znaczna część hierarchii i wiernych stanęła w obronie kultu świętego. Papież Paweł VI zdecydował się na rozwiązanie kompromisowe. W opublikowanym w 1969 roku Calendarium Romanum zniósł święto 6 grudnia i postanowił, że tego dnia będzie obchodzone tzw. wspomnienie dowolne. Z kalendarza usunięto również średniowieczne teksty hagiograficzne poświęcone Mikołajowi, pozostawiając krótką notatkę opartą na Stratelatis z VI wieku. W motu prioprio Mysterii Paschalis Paweł VI uzasadnił: aby wprowadzić w życie postanowienia Soboru Powszechnego, usunięto z kalendarza ogólnego imiona niektórych świętych; zezwolono, aby wspomnienia pewnych świętych obchodzono według uznania i aby przywrócono ich kult, ograniczony do ich własnych krajów.

### Ikonografia
W ikonografii św. Mikołaj przedstawiany jest z brodą, w szatach biskupa rytu łacińskiego lub greckiego, z mitrą i pastorałem. Najczęściej w jednej ręce trzyma księgę a drugą wykonuje gest błogosławieństwa. Wśród jego atrybutów występują rekwizyty z legend – między innymi trzy złote kule, trzy jabłka, trzy sakiewki, troje dzieci lub młodzieńców w cebrzyku, kotwica czy okręt. Jest też często przedstawiany w towarzystwie innych świętych, zwłaszcza Marii z Dzieciątkiem lub Anny Samotrzeciej.
O ikonach Mikołaja wspominają już najstarsze żywoty i translacje. Mowa jest w nich o krwawiących wyobrażeniach świętego, kradzieży otoczonych kultem obrazów, czy cudami słynących ikonach. Obrazy te, obok wyobrażeń samego Mikołaja, przedstawiała sceny z legend związanych z jego życiem. W spisie dworskich, urzędowych ikon z Konstantynopola, sporządzonym na przełomie X i XI wieku, spośród świętych najczęściej przedstawiany jest Mikołaj. Wyliczono czterdzieści trzy jego obrazy, przy trzydziestu trzech archanioła Michała i dwudziestu czterech świętego Grzegorza.

### Patronat

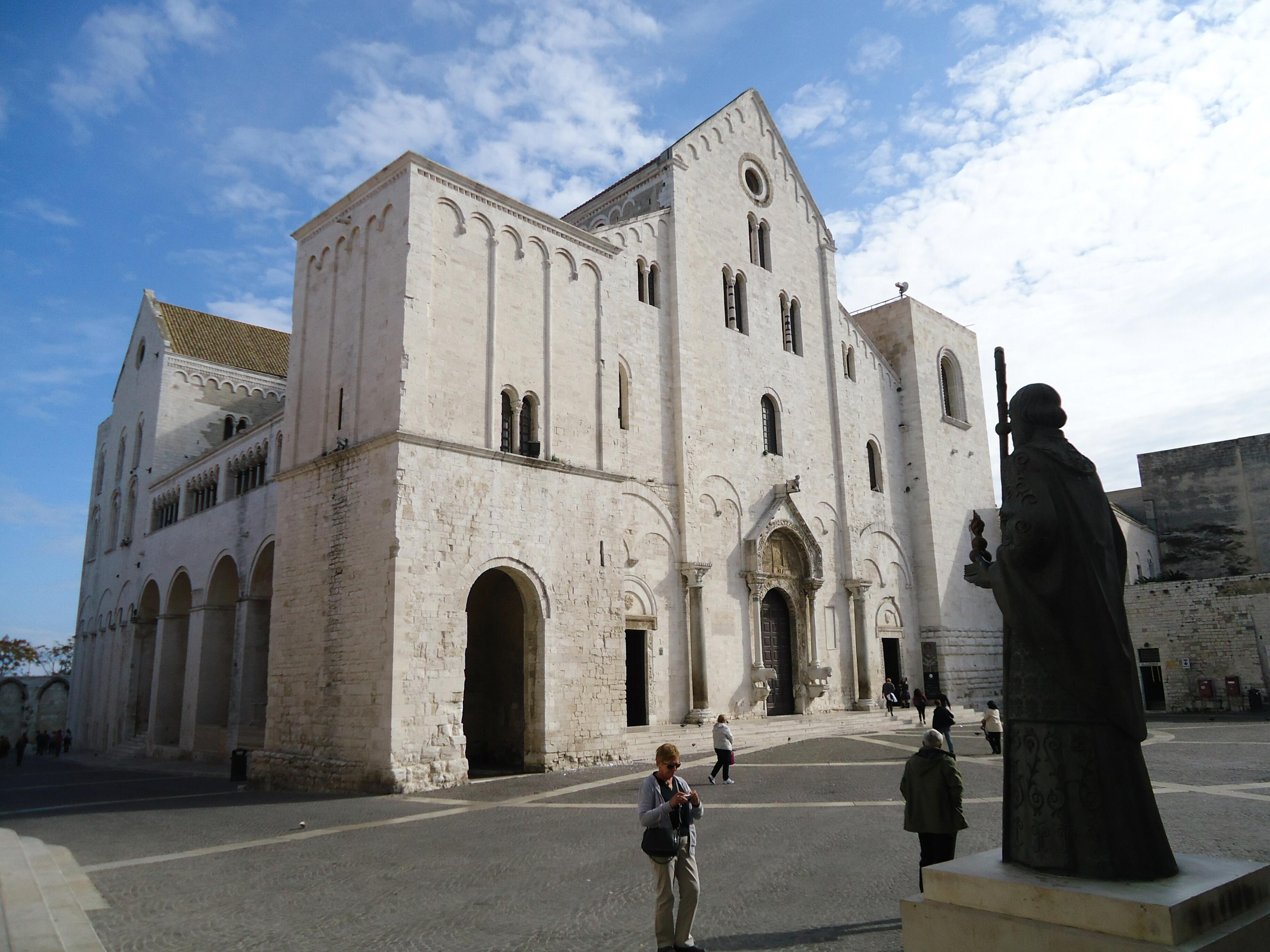
Bazylika św. Mikołaja w Bari.

Mikołaj był uważany za świętego, który udziela pomocy w każdej potrzebie. Był na przykład przywoływany w rytuałach egzorcystycznych. Popularność kultu spowodowała, że poświęcono mu tysiące kościołów, ołtarzy, kaplic, szpitali i hospicjów. Historycy wyliczyli, że w roku 1500 liczba poświęconych Mikołajowi kościołów, tylko w Europie zachodniej przekroczyła 2000.
Już w średniowieczu uważano Mikołaja za patrona dzieci. W X wieku wystawiano dramaty liturgiczne dla dzieci, opowiadające historię świętego, które w późnym średniowieczu staną się niezwykle popularne w całej Europie. XII-wieczne zapiski ze środkowej Francji przekazują, że w wigilię 6 grudnia zakonnice roznosiły prezenty dla dzieci z biednych rodzin i zostawiały je wieczorem pod drzwiami. Związek kultu z wręczaniem prezentów jest udokumentowany od XV wieku w źródłach polskich, czeskich, austriackich, holenderskich, belgijskich i niemieckich. Wieczorem 5 grudnia, w wigilię święta Mikołaja, osoba przebrana za świętego obdarowywała owocami, orzechami, ciastkami czy cukierkami dobrze zachowujące się dzieci. Niegrzeczne uderzała pastorałem. Gdy święty nie pojawiał się osobiście, dzieci starały się przekazać, że czekają na prezenty, na różne sposoby. Z Holandii zachowały się zapisy o wystawianiu butów przy kominku. W Czechach dzieci wieszały skarpety na ramach okiennych, a w Austrii kładły buty na parapecie.
Mikołaj jest patronem: Albanii, Grecji, Rosji, Aberdeen, Antwerpii, Bari, Berlina, Bydgoszczy, Chrzanowa, Elbląga, Głogowa, Miry, Moskwy, Nowogrodu, bednarzy, wytwórców guzików, cukierników i piekarzy, panien szukających kandydata na męża, gorzelników i piwowarów, jeńców, kancelistów parafialnych, kierowców, kupców, marynarzy, rybaków i żeglarzy oraz flisaków, młynarzy, uczonych i studentów, notariuszy, obrońców wiary przed herezją, pielgrzymów i podróżnych, sędziów i więźniów, sprzedawców perfum, wina, zboża i nasion, pojednania Wschodu i Zachodu.
Mikołaj był obecny w kulturze górali polskich Karpat jako święty "regulujący" ich stosunek z dzikimi zwierzętami. Według wierzeń gorczańskich pasterzy to on wyznaczał każdemu wilkowi owcę lub krowę, którą może porwać.

## Translacje

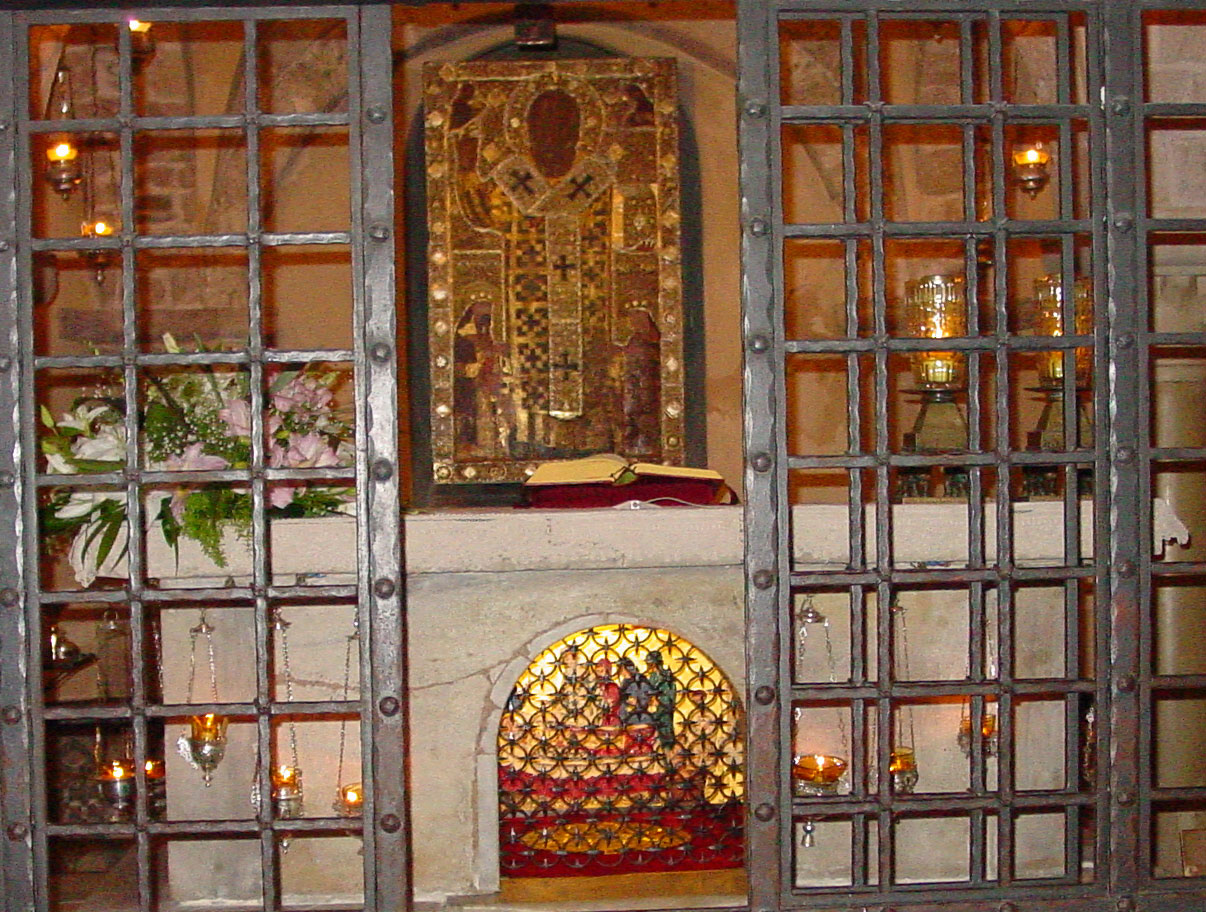
Relikwie świętego Mikołaja, krypta bazyliki w Bari.

### Bari
Domniemane ciało świętego Mikołaja zostało przeniesione w 1087 roku z Miry do Bari w południowej Italii. Wydarzenie to zostało szczegółowo zrelacjonowane we współczesnej mu Translatio Sancti Nicolai Confessoris („Translacji świętego Mikołaja wyznawcy”) pióra Nikefora z Bari.
Według Nikefora, przebywający w Antiochii kupcy z Bari dowiedzieli się, że Wenecjanie planują wywieźć ciało świętego Mikołaja z Miry, aby uchronić je przed profanacją, gdyż do miasta zbliżały się wojska tureckie. Kupcy z Bari postanowili uprzedzić Wenecjan i całą flotą popłynęli do Miry. Tam, w bazylice świętego Mikołaja, negocjowali ze strażnikami świątyni przekazanie ciała. Kilka cudów, proroctw i wizji skłoniło strażników do oddania relikwii, które znaleziono pod posadzką kościoła, w marmurowym grobowcu. Kości wydzielały cudowny zapach. Mimo protestów mieszkańców Miry Włosi przenieśli je na statek, w mieście pozostawili jednak cudowną ikonę oraz pusty sarkofag świętego. Podczas podróży morskiej flota napotkała groźny sztorm, który jak się okazało był wywołany kradzieżą części relikwii przez marynarzy. Po kolejnych cudownych wydarzeniach flota dopłynęła do Bari, gdzie 9 maja 1087 r. zniesiono ciało Mikołaja na ląd. Stąd 9 maja również lokalnie, w Bari, obchodzone jest wspomnienie św. Mikołaja. Złożono je w kościele św. Benedykta, ale wkrótce wybudowano bazylikę.

### Wenecja

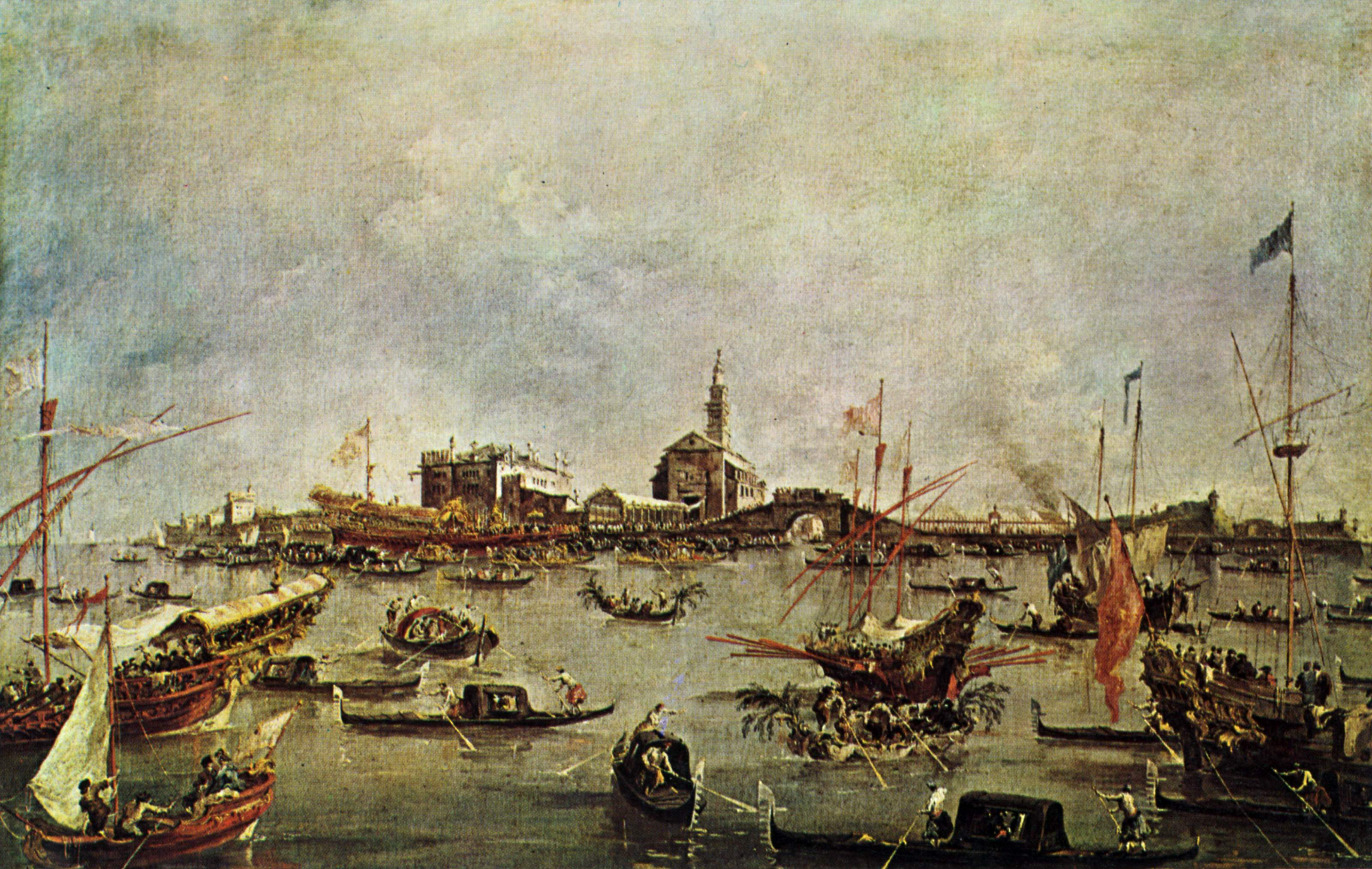
Kościół i klasztor św. Mikołaja na wyspie Lido koło Wenecji. Obraz Francesco Guardi z XVIII wieku.

W odpowiedzi Wenecjanie sprowadzili do swojego miasta „prawdziwe” relikwie, gdy podczas pierwszej wyprawy krzyżowej w roku 1100 zdobyli Mirę. Niewdzięczne zadanie przekonania świata o słuszności sprawy zaaranżowanej przez Wenecjan wziął na siebie anonimowy Mnich z Lido, autor Historia de translatione sanctorum Magni Nicolai („Historii o translacji św. Mikołaja Wielkiego”), spisanej w latach 1102–1108.
Według Mnicha z Lido, flota wenecka jesienią 1099 roku wyruszyła na pierwszą wyprawę krzyżową, podczas której Wenecjanie zdobyli Mirę. W tamtejszej katedrze rozpoczęli poszukiwania grobu św. Mikołaja, podczas których burzyli mury, przekopywali grunt, a nawet torturowali strażnika świątyni. W końcu odnaleźli relikwie, które uznali za najdroższy skarb. Wypłynęli z nimi na Cypr, potem do Jafy w Ziemi Świętej, aby dotrzeć do Jerozolimy. Wzięli udział w oblężeniu i szturmie Hajfy. Po zwycięstwie drogą morską wrócili do Wenecji, a relikwie św. Mikołaja zostały złożone w klasztorze na wyspie Lido.

### Inne
Wenecjanie nie przekonali Europy do swojej wersji wydarzeń, bowiem sanktuarium na Lido miało oddziaływanie jedynie lokalne, podczas gdy sanktuarium w Bari stało się w średniowieczu najważniejszym ośrodkiem kultu świętego w Europie i pozostaje nim nadal. Fragmentami relikwii z Bari zostały obdarowane inne sanktuaria Mikołaja w Europie – lotaryńskie opactwo w Gorze (XI wiek) oraz francuska bazylika w Saint-Nicolas-de-Port (XII wiek).
W roku 1972 papież Paweł VI przekazał fragmenty relikwii Mikołaja z Bari przedstawicielom prawosławia, jako gest dobrej woli w rozpoczynającym się dialogu Kościołów zachodnich i wschodnich. Relikwie te czczone są współcześnie między innymi w greckiej katedrze prawosławnej na Manhattanie oraz sanktuarium świętego we Flushing, w stanie Nowy Jork.

### Hagiografia grecka i łacińska
- Sancti confessoris pontificis et celeberrimi thaumaturgi Nicolai acta primigenia. N. C. Falconius (ed.). Neapol: Josephus de Bonis, 1751. [dostęp 2014-12-01]. (łac. • gr.). Wydanie średniowiecznych tekstów łacińskich i greckich (poliglota) o Świętym Mikołaju.
- Monachi anonymi Littorensis Historiae de translatione sanctorum magni Nicolai, terra marique miraculis gloriosi, ejusdem avunculi alterius Nicolai, Theodorique, martyris pretiosi, de civitate Mirea in monasterium S. Nicolai de Littore Venetiarum. Paryż: 1895, s. 253–292, seria: Recueil des Historiens des Croisades. Historiens Occidentaux, T. 5. Tekst translacji ciała Mikołaja do Wenecji.
- Bibliotheca Hagiographica Latina Vol. 2. Société des Bollandistes (ed.). Bruksela: Société des Bollandistes, 1901, s. 890–899. [dostęp 2014-12-01]. (łac.). Wykaz tekstów łacińskich poświęconych świętemu Mikołajowi.
- Bibliotheca Hagiographica Graeca. Société des Bollandistes (ed.). Bruksela: Société des Bollandistes, 1909, s. 187–189. [dostęp 2014-12-01]. (łac. • gr.). Wykaz tekstów greckich poświęconych świętemu Mikołajowi.
- Gustav Anrich: Hagios Nikolaos. Der heilige Nikolaos in der griechischen Kirche. Texte und Untersuchungen. Band 1: Die Texte.. Lipsk, Berlin: Teubner, 1913. [dostęp 2014-12-01]. (niem. • gr.). Wydanie krytyczne średniowiecznych tekstów greckich o Świętym Mikołaju z opracowaniem i komentarzami.
- Gustav Anrich: Hagios Nikolaos. Der heilige Nikolaos in der griechischen Kirche. Texte und Untersuchungen. Band 2: Prolegomena, Untersuchungen, Indices.. Lipsk, Berlin: Teubner, 1917. [dostęp 2014-12-01]. (niem. • gr.).
- Ecclesia catholica. Congregatio rituum: Calendarium Romanum ex decreto Sacrosancti Oecumenici Concilii Vaticani II instauratum auctoritate Pauli PP. VI promulgatam. Trewir: Paulinus-Verlag, 1969. (łac.).